# Оскільська ГЕС
Оскільська гідроелектростанція (Оскілька ГЕС) — мала гідроелектростанція, яка була розташована на р. Оскіл поблизу с. Оскіл Ізюмського району Харківської області. Зруйнована у 2022 році в наслідок бойових дій навколо ГЕС. 
Колишня назва — Червонооскілька гідроелектростанція.

## Історія
Будівництво Оскільської ГЕС почалось у 1954 році. Будівництво греблі було завершено 1956 року, будівництво споруд гідровузла — у грудні 1957 року. Гідроелектростанція була уведена у дію у 1958 році, тоді ж було утворено і Оскільське водосховище.
Оскільська ГЕС та Оскільське водосховище були побудовані як елемент каналу «Сіверський Донець — Донбас», введеного у дію у 1959 році, для обводнення р. Сіверський Донець у посушливий період.

## Інформація про станцію
Оскільська ГЕС належить до станцій приплотинного типу. Машинна зала розташована на правому березі р. Оскіл. Потужність ГЕС становить 3 680 кВт (2 агрегати по 1 840 кВт). Середньорічний виробіток електроенергії на початку склав 15 млн кВт·год, а після модернізації — 20 млн кВт·год. До складу гідровузлу входять машинна зала Оскілької ГЕС та бетонна гребля завдовжки 1025 м і завширшки 20 м.
На даний час ГЕС входить до складу КП «Компанія „Вода Донбасу“».
Електроенергія, вироблена на станції, використовується для потреб населення найближчих сіл.